# Sachalinse duizendknoop
De Sachalinse duizendknoop (Fallopia sachalinensis, synoniemen: Reynoutria sachalinensis, Polygonum sachalinense) is een vaste plant, die behoort tot de duizendknoopfamilie (Polygonaceae). De plant komt van nature voor in Japan (Midden-Honshu), Korea, op het eiland Sachalin en op de eilandengroep Koerilen. In Midden-Europa is de soort een invasieve exoot, die in 1863 voor het eerst naar Europa gebracht werd en zich sinds 1869 in het wild uitbreidt. Per 7 augustus 2025 staat de Sachalinse duizendknoop op de Unielijst voor invasieve uitheemse soorten.
Het aantal chromosomen is 2n = 44. De Sachalinse duizendknoop lijkt veel op de Japanse duizendknoop, maar is groter en de bladeren van de Japanse duizendknoop hebben geen hartvormige bladvoet maar een vlakke en geen haren op de nerven.
De plant wordt 2 tot 4 meter hoog en vormt sterke, zich sterk uitbreidende wortelstokken, waardoor dichte en uitgebreide koloniën gevormd worden. Uit fragmenten van spruiten en wortelstokken kunnen nieuwe koloniën gevormd worden. De forse, holle stengels zijn groen. Op de stengelknopen zitten nectarklieren.
De afwisselend zittende bladeren op de hoofdstengel zijn tot 43 cm lang en tot 28 cm breed. De bladeren aan de zijscheuten zijn veel kleiner. Het blad is ei-lancetvormig en heeft een spitse top. Bij uitgegroeide bladeren is de bladvoet diep hartvormig (belangrijk detereminatiekenmerk), maar bij jonge bladeren gedeeltelijk ook vlak. Op het blad, vooral op de nerven aan de onderkant, zitten tot 0,5 mm lange, wit-grijze haren (trichomen). Op de basis van de bladsteel zitten kleine honinggroeven aan weerszijden van de grote, langwerpige honinggroef.
De plant bloeit van augustus tot in oktober. De Sachalinse duizendknoop is tweehuizig. De dichte bloeiwijze is bij de vrouwelijk bloeiende exemplaren kort pluimvormig en gebogen overhangend. De mannelijk bloeiwijze staat rechtop. De vrouwelijke bloemen zijn groenachtig wit en de mannelijke wit. De stempels zijn fijn verdeeld. De meeste tuitjes in de bloeiwijze lopen in een lange spits uit en zijn dicht bezet met meercellige, tot 0,5 mm lange haren. 
De vrucht lijkt drievleugelig, maar de vrucht is omsloten door het blijvende bloemdek en is een nootje.

## Gebruik
Het extract uit de Sachalinse duizendknoop, merknaam Regalia® Maxx Biofungicide, is sedert 2000 toegelaten in de Verenigde Staten. Het wordt in de land- en tuinbouw ingezet als biopesticide tegen bladschimmels. Het is zelf geen actieve stof maar het stimuleert het eigen verdedigingsmechanisme van de gewassen tegen de schimmels. Het is niet toxisch en wordt biologisch afgebroken tot kleinere oligosachariden en glucose.

## Voorkomen
De Sachalinse duizendknoop komt voor op vochtige, voedselrijke grond in bossen en langs beschaduwde randen van wegen.

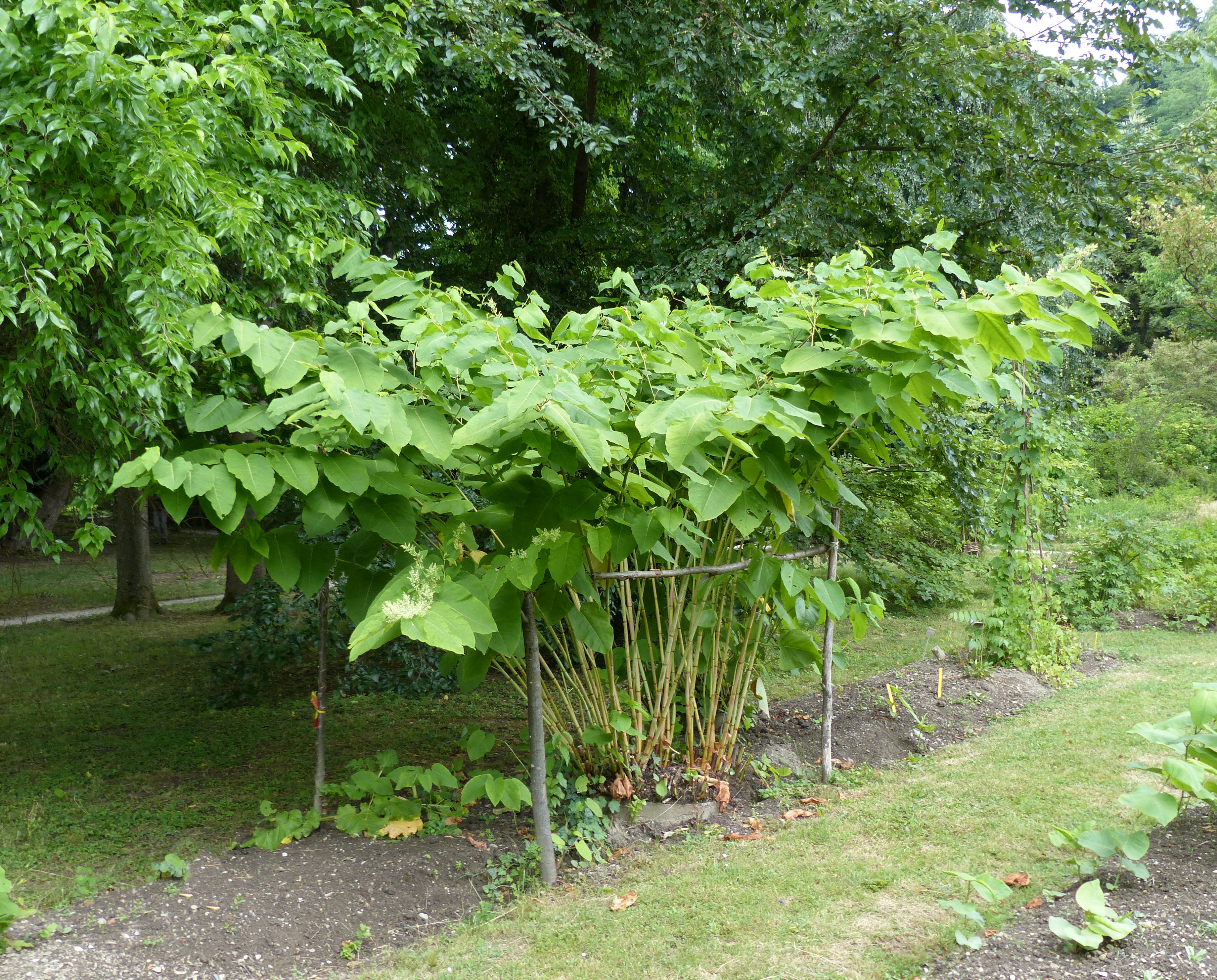
Plant
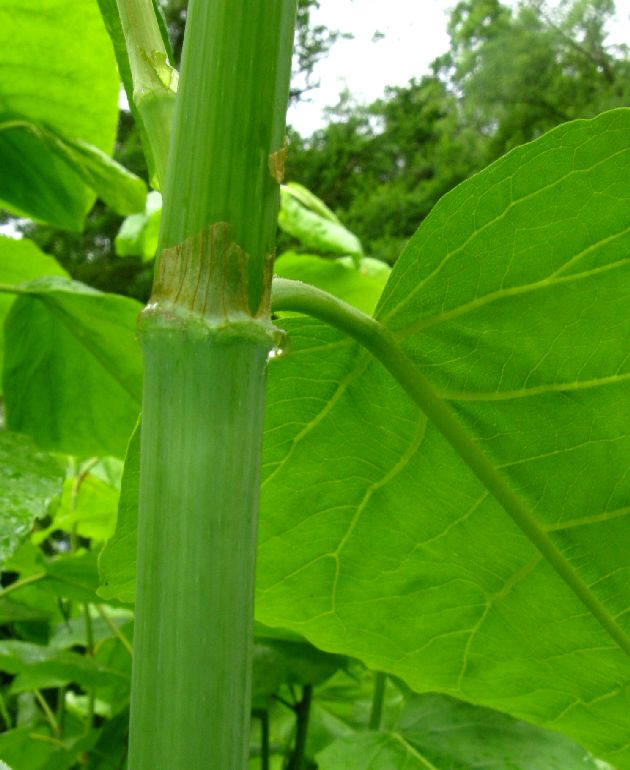
Stengel
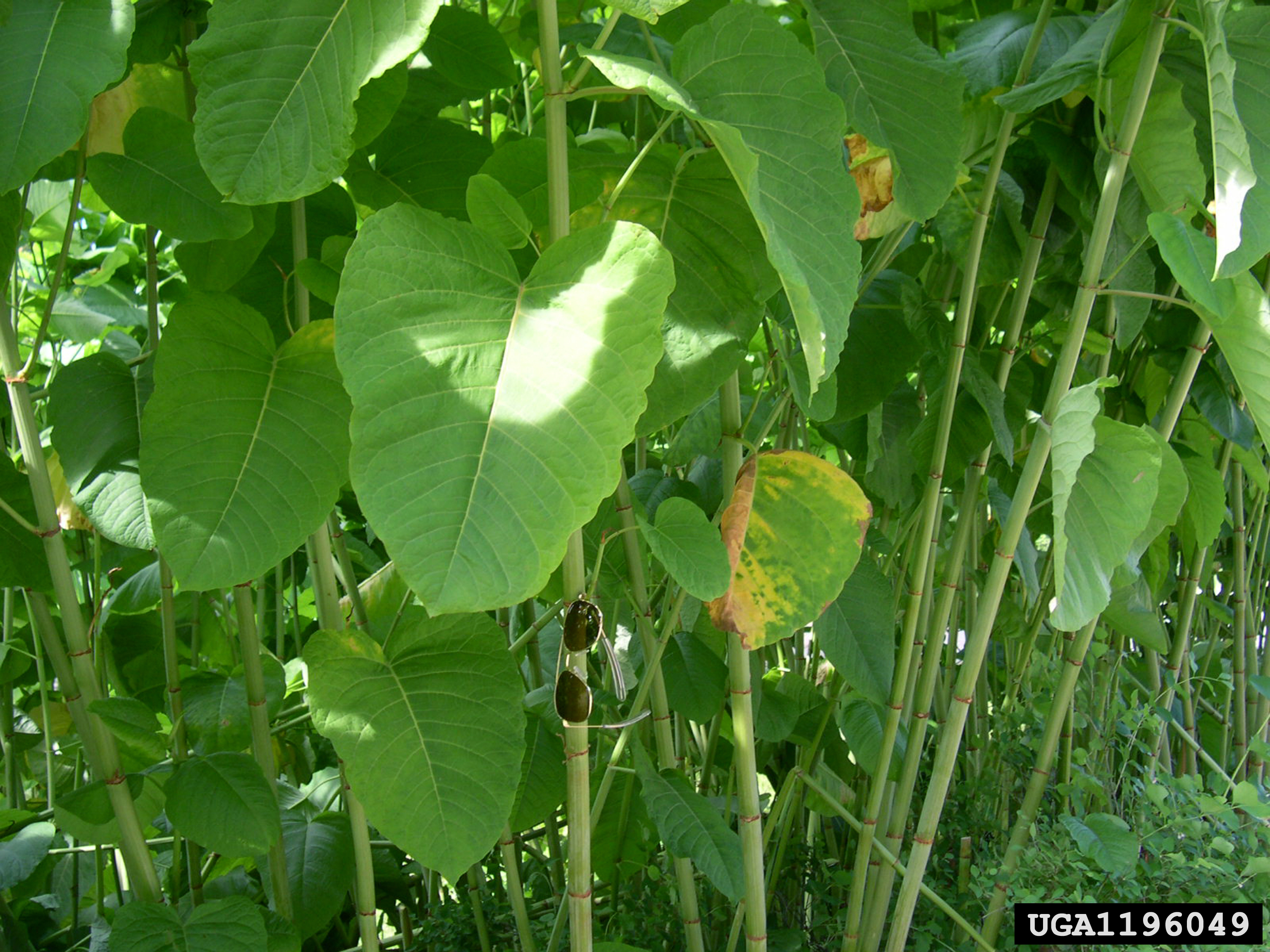
Stengels en blad
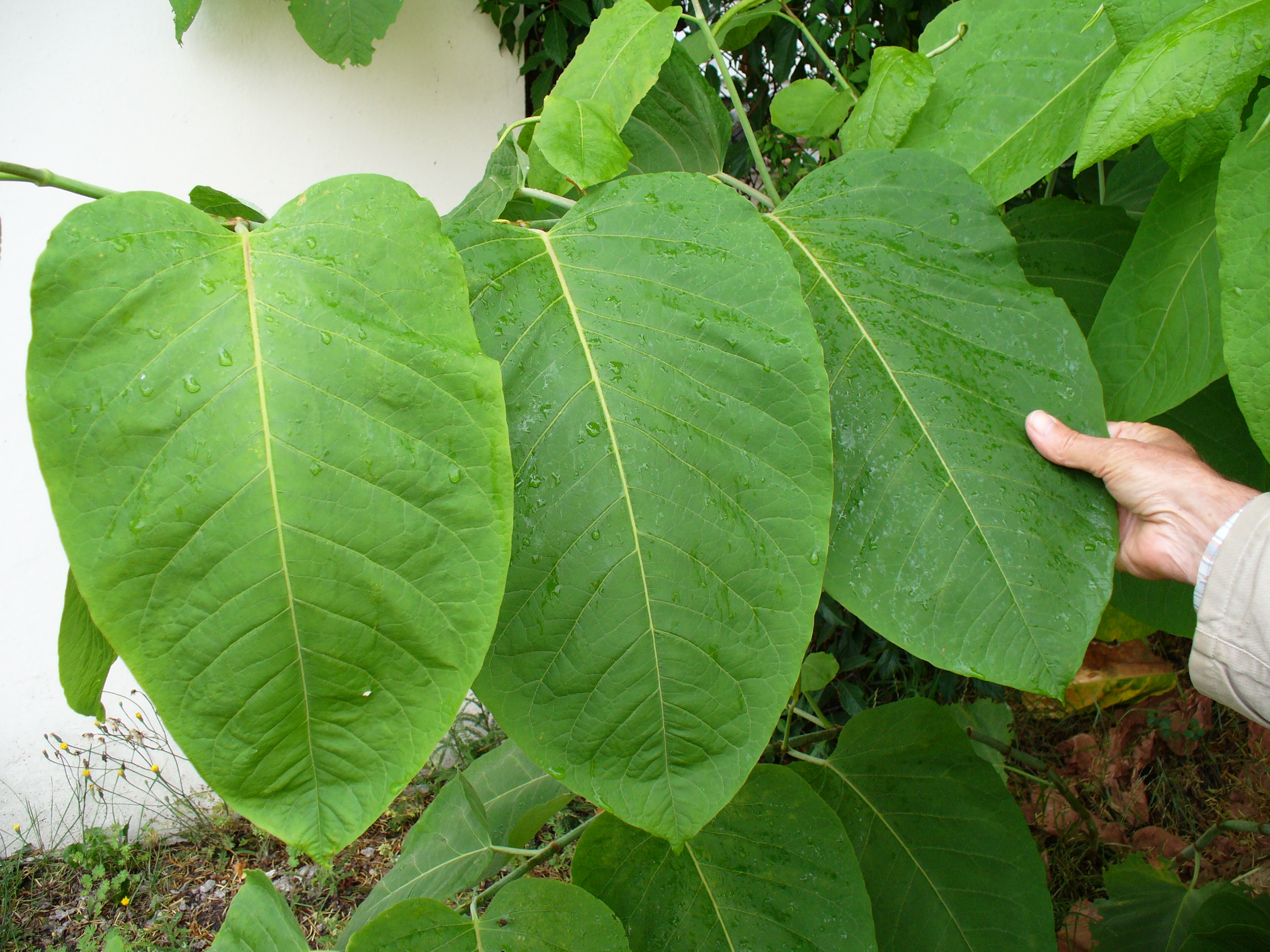
Bladeren
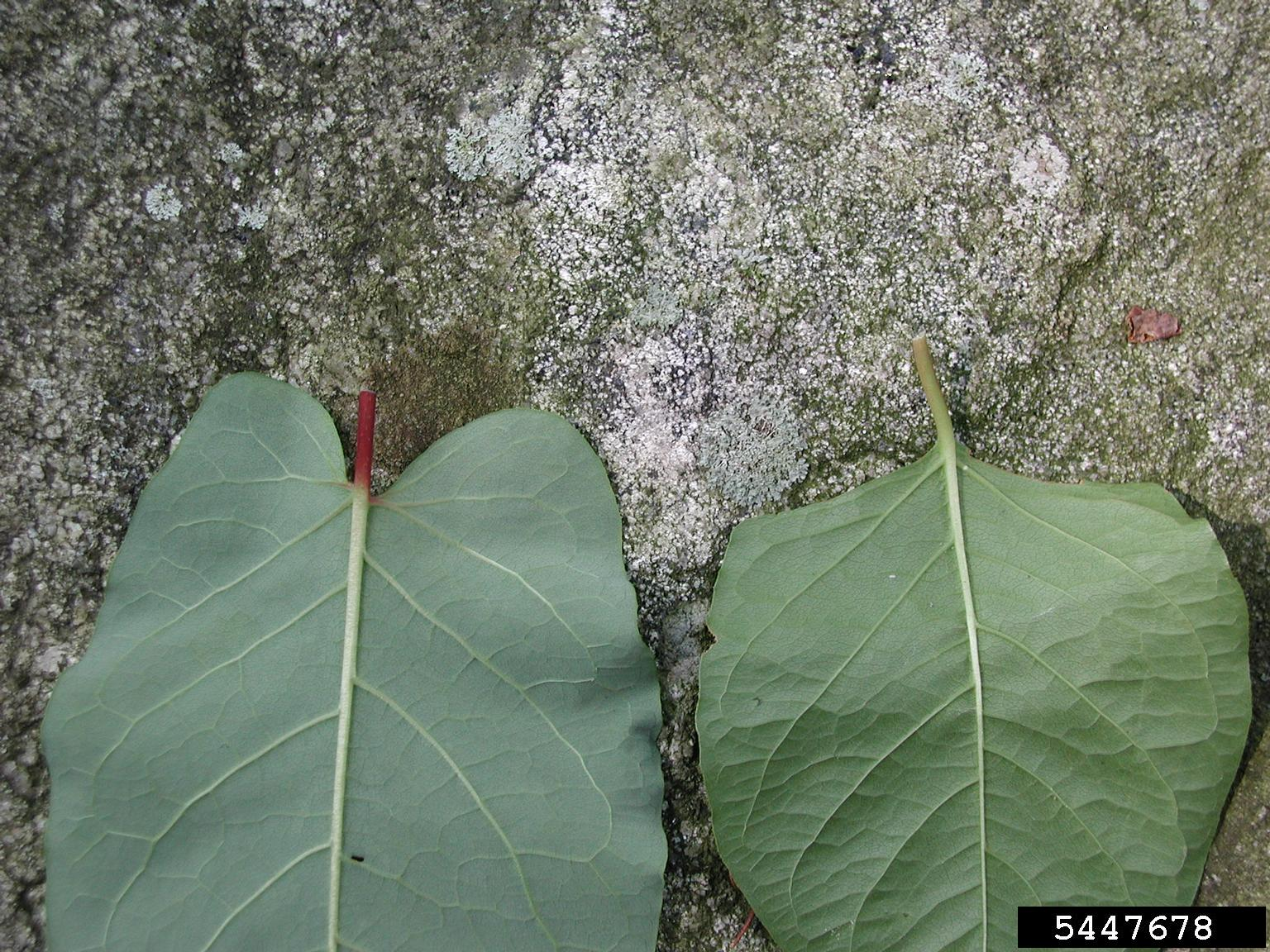
Achterzijde blad
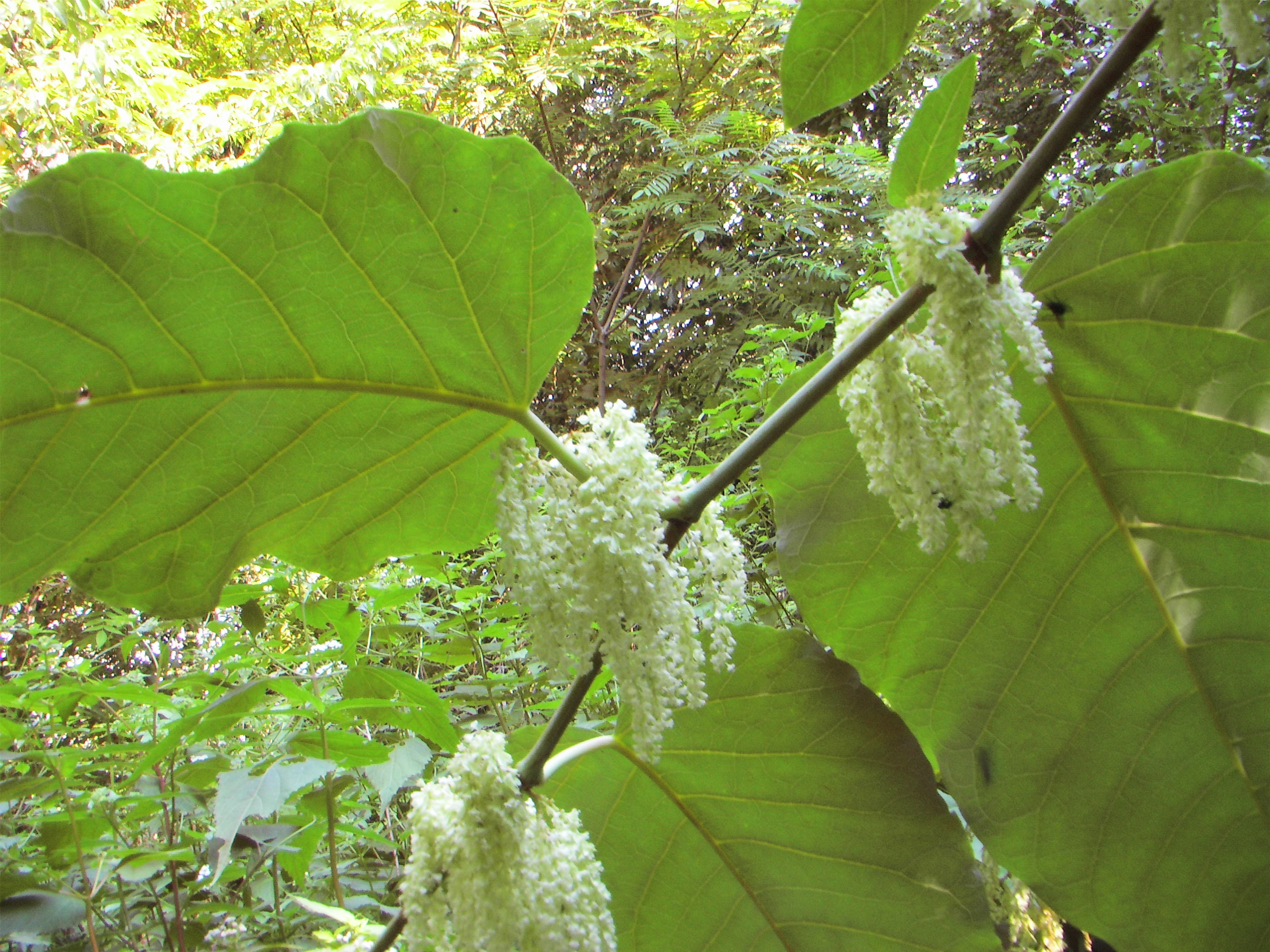
Vrouwelijke bloeiwijze
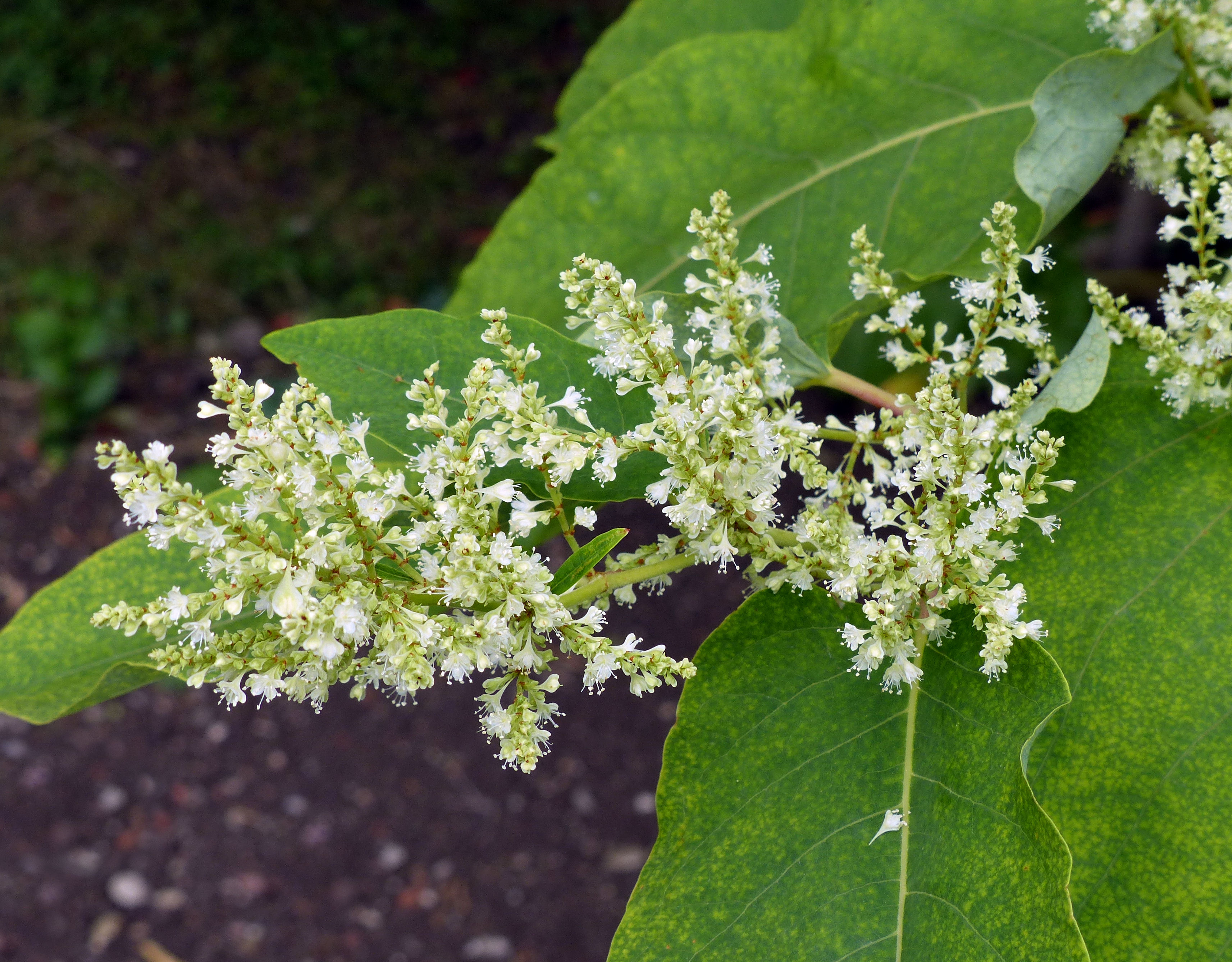
Mannelijke bloeiwijze
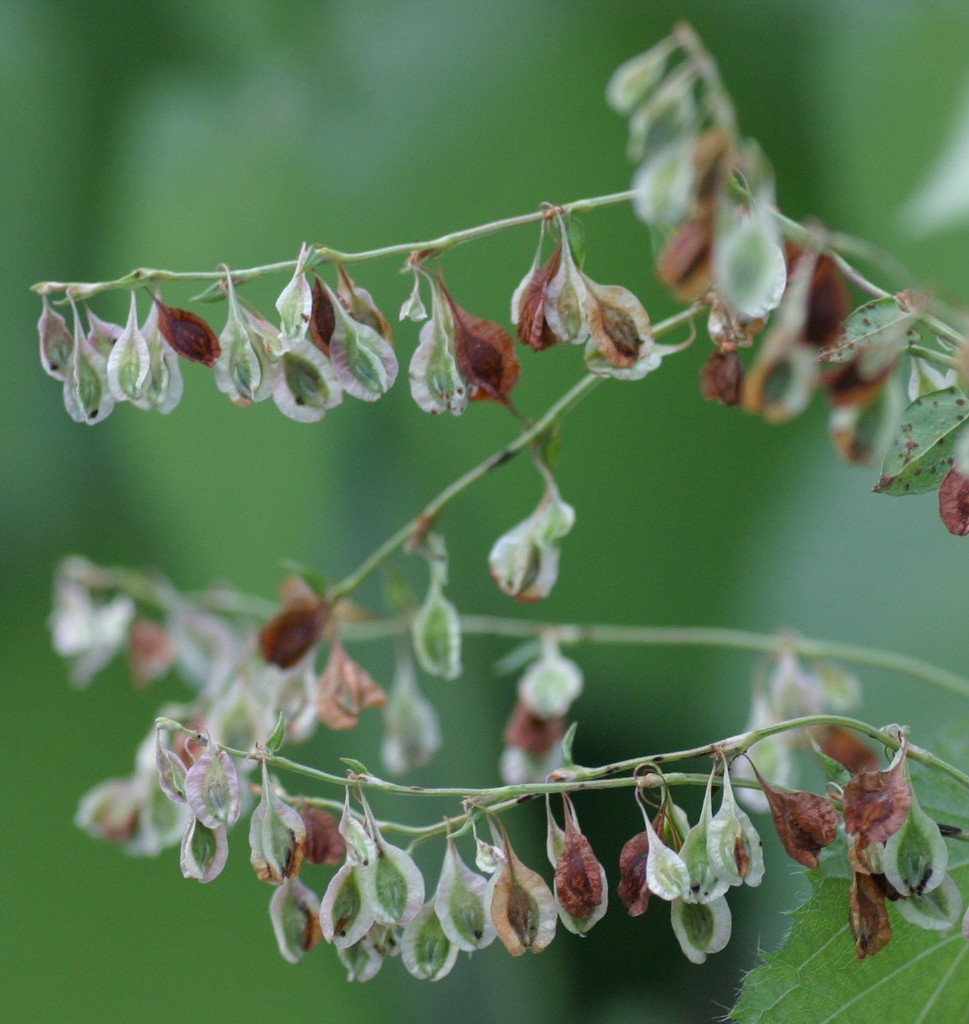
Vruchten